# Henrik Sjöberg
Kristian Henrik Rudolf Sjöberg (ur. 20 stycznia 1875 w Uppsali, zm. 1 sierpnia 1905 w Marienlyst w Helsingørze) – szwedzki lekkoatleta i gimnastyk, uczestnik igrzysk olimpijskich w 1896 w Atenach.
Na igrzyskach w Atenach wystartował w biegu na 100 m oraz w: skoku wzwyż, skoku w dal, rzucie dyskiem i w jednej konkurencji gimnastycznej: w skoku przez konia. W skoku wzwyż uzyskał 1.60 co dało mu 4. miejsce. Wyniki pozostałych konkurencji Szweda są nieznane.